# 蓼科高原芸術の森彫刻公園
蓼科高原芸術の森彫刻公園(たてしなこうげんげいじゅつのもりこうえん)は、茅野市蓼科高原のリゾートホテル蓼科の敷地内にある野外美術館。蓼科湖畔にある。

## 概要
水の流れる芝生広場と森の中を散策するコースがあり、約2万坪の敷地に北村西望の「世界連邦平和像」、「将軍の孫」などを中心に日本国内の著名な彫刻家の作品が約70点展示されている。
一周約40分程度。

## 所在地
- 長野県茅野市北山蓼科4035 リゾートホテル蓼科内

## 開園時間
- 9:00～18:00

定休日 無休/※冬季(降雪時)

## 料金
2012年(平成24年)7月から無料開放していたが、2023年現在有料となっている。

## 駐車場
100台（無料）

## アクセス
- 車では、中央自動車道、諏訪ICを降りて、ビーナスライン蓼科湖・八ヶ岳ロープウェイ方面へ約30分
- 電車では、JR中央本線、茅野駅からアルピコ交通 北八ヶ岳ロープウェイ線で「蓼科湖前」もしくは「リゾートホテル蓼科前」下車、約20分

## 近在の施設
- 蓼科湖
- 道の駅ビーナスライン蓼科湖
- 聖光寺
- 御射鹿池
- 車山高原